# Ne m'oublie pas (chanson de Michel Fugain)
Pour les articles homonymes, voir Ne m'oublie pas.
Ne m'oublie pas est une chanson écrite par Brice Homs, composée et interprétée par Michel Fugain. Elle a pour thématique l'enfance et la guerre.